# 国鉄145系電車

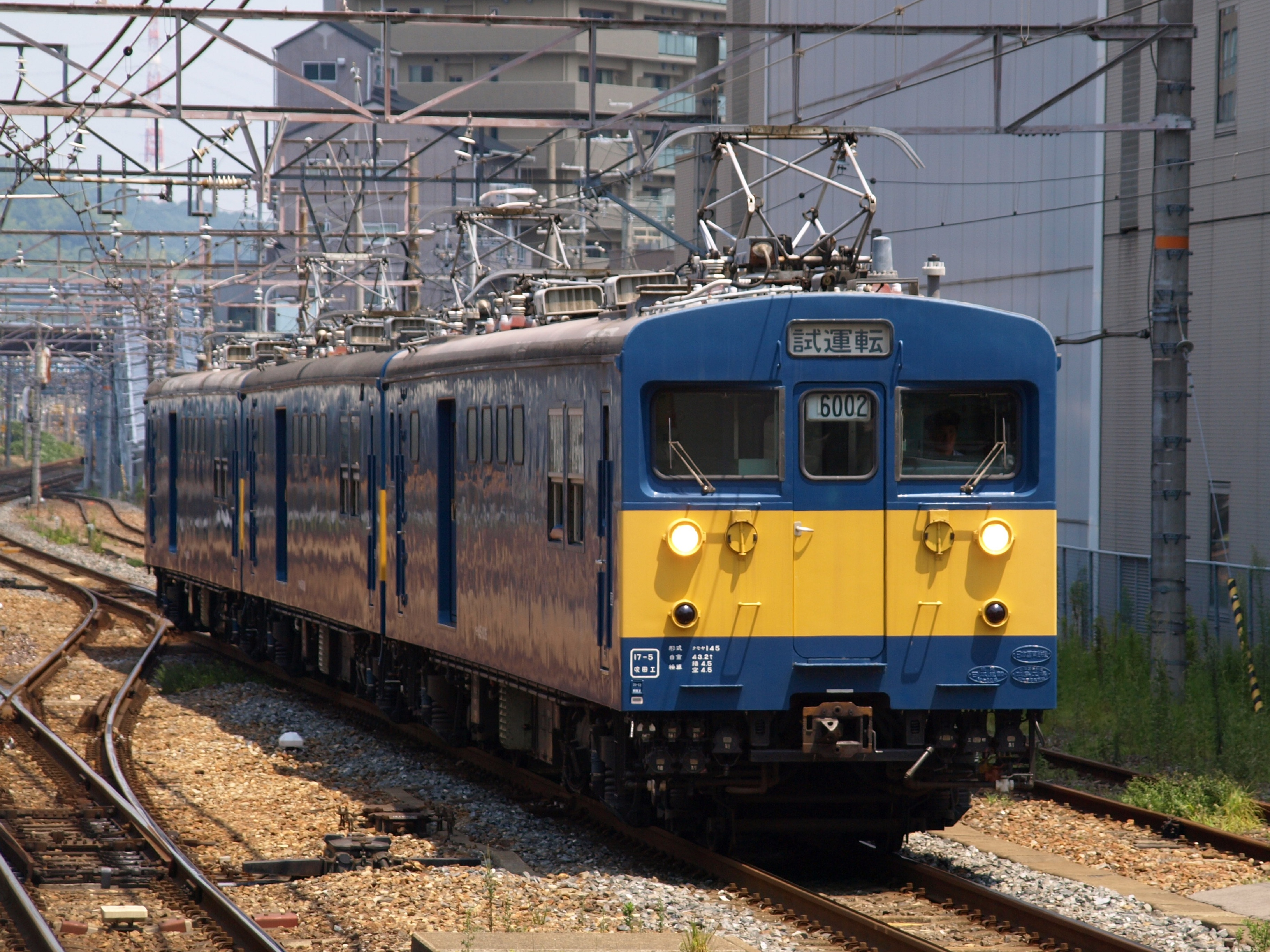
クモヤ145系（高槻駅）

145系電車（145けいでんしゃ）は、日本国有鉄道（国鉄）が101系電車の改造名義で製作した単独電動車 (1M) 方式の直流用新性能電車である。
本項では145系列の制御システムに抑速ブレーキを付加した147系電車（クモユニ147形）についても併せて記述する。145・147系列の形式は全てが非旅客用の事業用車および郵便・荷物車である。

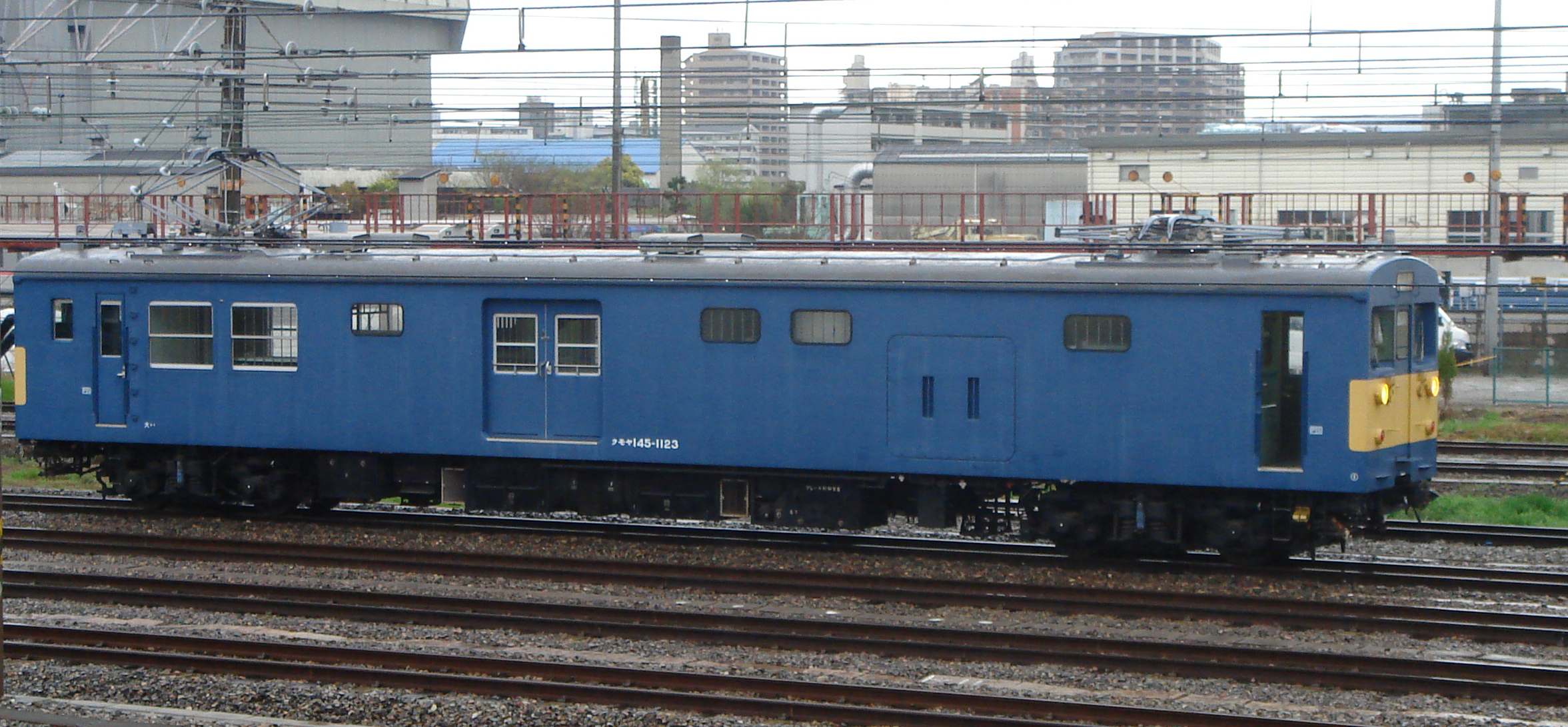
クモヤ145 1123 （2006年4月）

## 登場の経緯
国鉄の直流新性能電車における1M方式の電車は1967年に登場した郵便車のクモユ141形に始まり、端子電圧750 VのMT57形主電動機により直並列制御を行うシステムが採用された。1976年には同様のシステムで発電ブレーキ・抑速ブレーキを搭載した牽引車としてクモヤ143形が登場し、同様の性能を持つ形式は荷物車のクモニ143形、郵便・荷物合造車のクモユニ143形、郵便車のクモユ143形が登場した。これらのグループは総称して141系・143系とも呼ばれている。
一方、首都圏でのATC導入に伴う旧性能事業用車の置き換えでは1976年に牽引車のクモヤ143形が新製投入されたが、配給車は製造費用低減のため同時期に廃車が始まっていた101系が改造されることになり、1980年1月にクモル145・クル144形が登場した。ATCを用いない線区の旧性能牽引車の置き換えも101系の改造車で行われ、1980年7月にクモヤ145形が登場している。145系列は101系から流用したMT46系主電動機で4個永久直列接続を行うシステムとされた。
1983年の飯田線新性能化では、クモヤ145形と同じく101系の改造による郵便・荷物合造車のクモユニ147形が登場した。クモユニ147形は119系と同じく発電ブレーキ・抑速ブレーキを搭載している。

## 構造

### 車体
車体は配給車のクモル145・クル144形では103系に準じた非貫通構造であるが、車体後部に屋根のない荷台を設けたため、車体強度保持の関係で17 m級車体となった。牽引車のクモヤ145形ではクモヤ90形90102・90201・90202がベースの20 m級車体で前面貫通型、郵便・荷物合造車のクモユニ147形はクモユニ143形がベースの非貫通車体となった。

### 主要機器
機器類は101系からの流用品が多用され、製造費用の低減が図られた。101系では電動車2両でユニットを組むMM'ユニット方式であったが、145・147系列では1両に走行機器をすべて搭載した1M方式となった。クモル145形・クモヤ145形は発電ブレーキなし、クモユニ147形は発電ブレーキ・抑速ブレーキ付きである。
主電動機は101系から流用した出力100 kWのMT46A・B・C形で、端子電圧375 Vの主電動機を4個永久直列接続により1M方式で使用する。歯車比は101系と同じ5.60である。台車は101系の流用品であるDT21形が使用されている。

## クモル145形・クル144形
クモル145形およびクル144形は、1979年（昭和54年）から1981年（昭和56年）にかけて101系の改造名義により製作された新性能配給電車である。

### クモル145形導入の経緯
それまで使用していた配給電車のクモル23形、クモル24形、クル29形はいずれも戦前に製造された旧形国電から改造された車両で、老朽化が進んでいたことに加え、ブレーキ性能等の面から当時山手線や京浜東北線に導入が計画されていたATCへの対応が困難であったため、これらの代替として製作された。
制御電動車であるクモル145形と制御車のクル144形の2形式が存在し、両形式の同一番号同士の2両で編成を組んでいる。番号の新旧対照は次の通り。
| 車両番号     | 種車          | 改造所 | 改造竣工       | 落成配置 |
| ------------ | ------------- | ------ | -------------- | -------- |
| クモル145-1  | クモハ100-13  | 長野   | 1980年8月22日  | 品川     |
| クモル145-2  | クモハ100-24  | 長野   | 1980年9月5日   | 品川     |
| クモル145-3  | クモハ101-22  | 鷹取   | 1980年3月24日  | 品川     |
| クモル145-4  | クモハ101-12  | 鷹取   | 1980年3月24日  | 品川     |
| クモル145-5  | クモハ101-36  | 広島   | 1980年1月9日   | 品川     |
| クモル145-6  | クモハ101-64  | 広島   | 1980年3月6日   | 品川     |
| クモル145-7  | クモハ101-7   | 広島   | 1980年7月8日   | 品川     |
| クモル145-8  | クモハ100-2   | 幡生   | 1980年1月8日   | 品川     |
| クモル145-9  | クモハ100-18  | 幡生   | 1980年3月27日  | 品川     |
| クモル145-10 | クモハ100-39  | 幡生   | 1980年3月27日  | 品川     |
| クモル145-11 | クモハ101-85  | 鷹取   | 1981年3月28日  | 高槻     |
| クモル145-12 | モハ101-247   | 広島   | 1981年3月20日  | 高槻     |
| クモル145-13 | モハ101-242   | 幡生   | 1981年4月10日  | 高槻     |
| クモル145-14 | クモハ100-128 | 鷹取   | 1982年3月31日  | 高槻     |
| クモル145-15 | クモハ101-13  | 広島   | 1981年12月16日 | 高槻     |
| クモル145-16 | クモハ100-73  | 幡生   | 1981年12月14日 | 高槻     |

| 車両番号   | 種車         | 改造所 | 改造竣工       | 落成配置 |
| ---------- | ------------ | ------ | -------------- | -------- |
| クル144-1  | モハ101-24   | 長野   | 1980年8月22日  | 品川     |
| クル144-2  | モハ101-23   | 長野   | 1980年9月5日   | 品川     |
| クル144-3  | クモハ100-22 | 鷹取   | 1980年3月24日  | 品川     |
| クル144-4  | クモハ100-12 | 鷹取   | 1980年3月24日  | 品川     |
| クル144-5  | モハ100-34   | 広島   | 1980年1月9日   | 品川     |
| クル144-6  | モハ100-58   | 広島   | 1980年3月6日   | 品川     |
| クル144-7  | モハ100-7    | 広島   | 1980年7月8日   | 品川     |
| クル144-8  | モハ101-2    | 幡生   | 1980年1月9日   | 品川     |
| クル144-9  | モハ101-30   | 幡生   | 1980年3月27日  | 品川     |
| クル144-10 | モハ101-46   | 幡生   | 1980年3月27日  | 品川     |
| クル144-11 | モハ100-79   | 鷹取   | 1981年3月28日  | 高槻     |
| クル144-12 | モハ100-241  | 広島   | 1981年3月20日  | 高槻     |
| クル144-13 | モハ100-235  | 幡生   | 1981年4月10日  | 高槻     |
| クル144-14 | モハ101-122  | 鷹取   | 1982年3月31日  | 高槻     |
| クル144-15 | クハ101-32   | 広島   | 1981年12月16日 | 高槻     |
| クル144-16 | クハ101-33   | 幡生   | 1981年12月14日 | 高槻     |

### クモル145形の構造

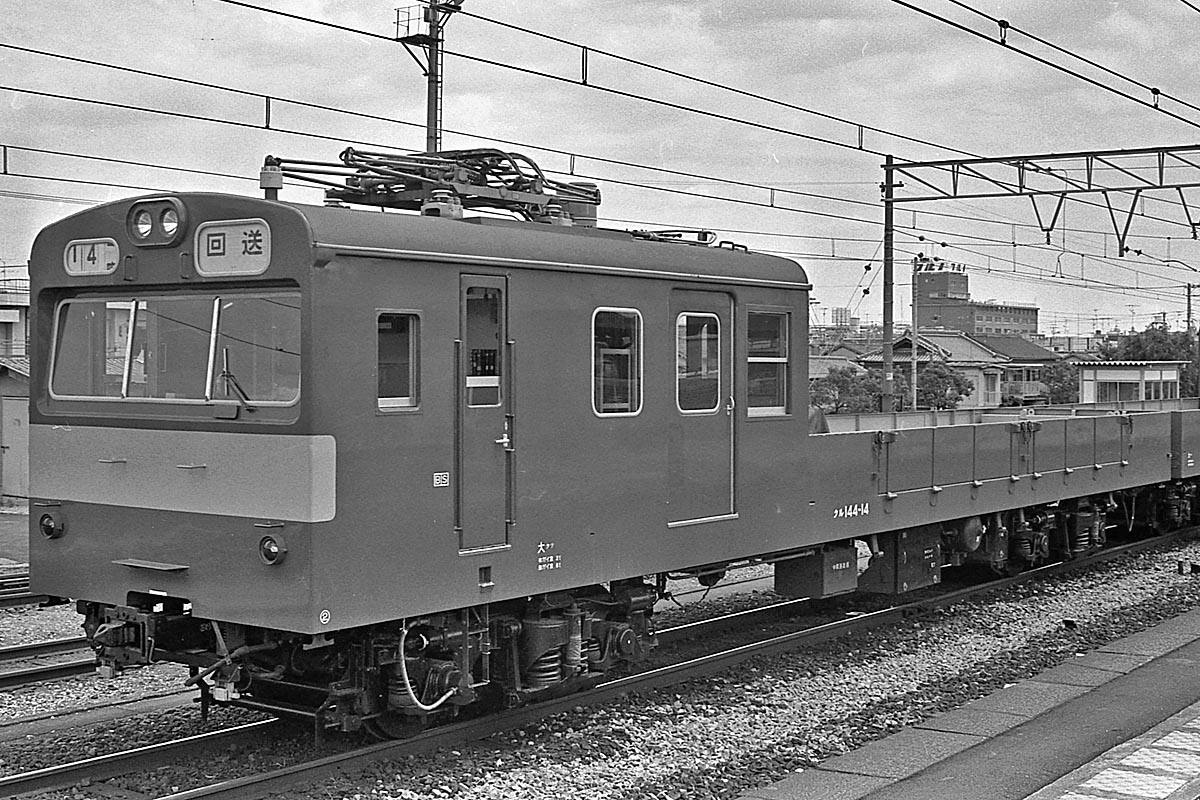
クル144-14

台車や冷房装置など重量物や大型の部品も運べるよう、車体の大部分がトラックの平ボディのように屋根が取り払われたような構造の無蓋室（部屋になっているわけではないが、便宜上こう呼ばれる）になっており、運転室部分後部のほぼ客用扉と戸袋部分に相当するスペースが小型の部品の運搬や職員輸送などに用いられる、有蓋室に当てられている。
改造元となった101系からは、台車、主電動機、電動発電機などが流用され、車体などは車体構造を強化する目的でそれまでの旧形国電からの改造車と同じ17mとし、台枠を厚くした設計にて新規に製作された。短編成で運用されることから、MM'ユニット方式から1M方式に変更し、101系から流用した主電動機の端子電圧の関係で回路構成を永久直列接続としている。
主制御器は発電ブレーキのないCS49形が新設計され、主抵抗器も新たにMR145形が搭載された。主電動機は出力100 KWのMT46A形またはMT46B形、電動発電機は出力5 kVAのMH81-DM44形、空気圧縮機はMH80A-C1000形でいずれも101系からの流用である。台車も101系の流用でクモル145形がDT21形、クル144形がDT21T形を搭載した。
一部に架線のない工場や車両基地内での入換が容易にできるよう、パンタグラフがクモル145形のほか、モーターのないクル144形にも設置されている。ただしクルのパンタグラフから得た電力は、一般のジャンパ連結器を通してクモル側に供給されるため、連結器の熱容量の都合上、長時間の使用はできない。本線走行時は常にクモル側のパンタグラフのみを使用し、クル144形のパンタグラフは降ろされている。
首都圏に投入された車両は、線区を問わず運用できるよう、ATSのほか、ATCも設置されている。ATC機器室はクル144形にのみ設けられている。

### クモル145形の改造車

#### クモル145形1000番台
JR西日本に配置されている車両のうち、クモル145-14 - 16の3両は、車両性能向上や他の在来車と部品の共通化を図るため、主電動機がMT46AからMT54系に交換された。電動車の番号は1000番台（原番号+1000）に改番され、クモル145-1014 - 1016となった。クル144形の番号は変更されていない。
主電動機は出力120 kWのMT54形となり、主抵抗器も抵抗値と界磁率を変更したWMR145Bへ変更された。
| 車両番号       | 種車         | 改造所 | 改造竣工       | 落成配置 |
| -------------- | ------------ | ------ | -------------- | -------- |
| クモル145-1014 | クモル145-14 | 吹田   | 1999年3月23日  | 吹田     |
| クモル145-1015 | クモル145-15 | 吹田   | 1998年10月10日 | 吹田     |
| クモル145-1016 | クモル145-16 | 吹田   | 1999年1月8日   | 吹田     |

### クモル145形の運用

#### 国鉄時代のクモル145形
1 - 10の各車は品川電車区に、11 - 16の各車は高槻電車区に配置された。配給列車は関東地区では大井工場、関西地区では吹田工場を拠点に各地の車両基地との間で運転されていた。
1987年の国鉄分割民営化では、東日本旅客鉄道（JR東日本）に10編成（番号末尾1 - 10）、JR西日本に6編成（番号末尾11 - 16）が承継された。

#### JR東日本のクモル145形
JR東日本では首都圏向けの10編成が継承された。その後は道路事情の改善やダイヤの過密化などによって車両基地と車両工場との間の部品輸送がトラックへ移行したことにより、1993年度から廃車が開始され、2002年度までに9編成が廃車となった。
最後まで残ったのは東京総合車両センター（旧山手電車区）所属のクモル145-8・クル144-8の2両で、末期はあおり戸を外して各駅のバリアフリー化に伴うエスカレーター搬入輸送に用いられていたが、2008年（平成20年）6月に廃車されたことでJR東日本では全廃された。

#### JR西日本のクモル145形
JR西日本では関西地区向けの6編成が継承された。1998年度よりクモル145-14 - 16の3両が主電動機をMT54系に換装した1000番台となり、未改造の3編成は廃車となった。2004年には加古川線電化工事用としてクモル145-1014・クル144-14がオヤ31形とともにディーゼル機関車の牽引で加古川線に入線した実績がある。
2009年（平成21年）8月にJR西日本吹田工場所属の2編成（14・16の編成）が廃車されたことにより、クモル145-1015・クル144-15の1編成が残るのみとなった。同編成は2020年（令和2年）4月時点で吹田総合車両所京都支所に所属しているものの、こちらも配給車として営業線で部品輸送に当たることはなく、主に牽引車代用として構内での入換に使用されている。連結器は並型連結器と密着連結器との連結が可能な双頭連結器に換装されている。
2017年（平成29年）12月と2020年（令和2年）1月には京都鉄道博物館で特別展示が行われた。
2021年7月13日のJR西日本ニュースリリースにて、8月6日 - 8月18日までの京都鉄道博物館で展示後、年内に引退をアナウンス。2021年11月18日に吹田総合車両所に廃車回送され、同年11月19日付で廃車された。これによりクモル・クル全形式が消滅した。

## クモヤ145形

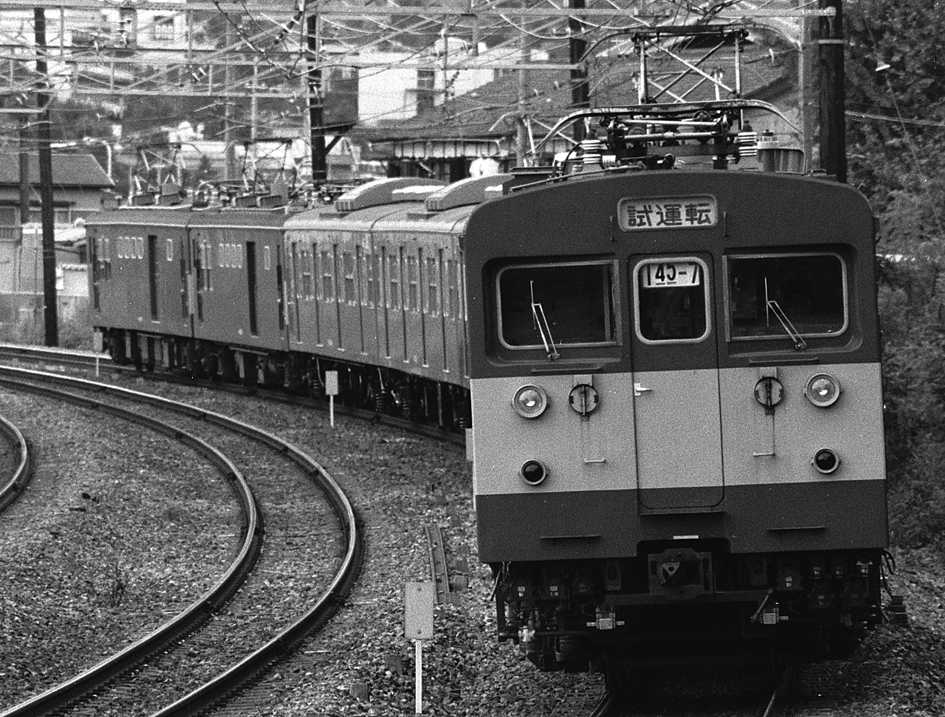
国鉄クモヤ145-7 試運転列車（1983年、山崎駅付近）

クモヤ145形とは国鉄が1980年（昭和55年）から製造した直流電化区間用の牽引車である。主に車両基地内の入換やマヤ34形客車（軌道試験車）の牽引（マヤ検）に使用される。

### クモヤ145形導入の経緯
当時首都圏にはATC対応のクモヤ143形が新製配置されていたが、地方にはまだ戦前製の旧形国電や私鉄買収車両などを種車とした旧形の牽引車や救援車などが使われていた。旧形車の置換えとして、101系の改造名義で主電動機や電動発電機、台車などを流用して製作された。

### クモヤ145形の構造
101系電車のクモハ100形・クモハ101形・モハ100形・モハ101形の各形式を種車に、1M方式の制御電動車とされた。回路構成はクモル145形と同じく主電動機4台永久直列であり、発電ブレーキは搭載されていない。無動力車1両の牽引が可能であり、旧型電車と一部車種を除く新性能電車と協調運転が可能である。冷房装置や行先表示器、側引戸の開閉試験も可能となった。
車体はクモヤ90形の車体新製車クモヤ90102・90201・90202を基本としており、両運転台の前面貫通型構造である。側面には1,800mmの両開き戸が片側1箇所ずつ配置された。床面は台枠上面より70 mmかさ上げされ、台枠と床面の間の隙間に電気配線ダクトが設けられた。塗色は他の事業用車両と同じく、青15号の車体に黄5号を警戒色として前面窓下部に入れている。
運転台は高床式、踏切事故対策として前面強化構造となっている。前照灯・尾灯の配置はクモヤ143形と同様であるが、警笛は前照灯の横に並べられた。前面下部のスカート（排障器）は省略されている。
足回りは基本的に種車のままであり、台車はDT21形、主電動機はMT46A形を搭載する。電動空気圧縮機はMH113B-C2000MA形が機器室内に、電動発電機はクモヤ143形と同じ70kVAのMH94A-DM58A形が床下に搭載された。主制御器は発電ブレーキなし・ノッチ戻し付きのCS50形、主抵抗器は電動発電機と分離して冷却用送風機の風洞を変更したMR145A形である。主幹制御器はクモヤ143形と同じ抑速ブレーキ・ノッチ戻し付きのMC53形である。
ブレーキは電磁直通ブレーキで、併結する電車の発電・抑速ブレーキが制御可能である。手ブレーキと直通予備ブレーキも設置される。パンタグラフは電車庫内などでの押し込み作業を考慮して2基搭載されており、2基が母線により接続された。保安装置はクモヤ143形と異なりATC装置はなく、ATS-SとATS-Bが併設された。

### クモヤ145形の番台区分

#### クモヤ145形0番台
1980年から1981年（昭和56年）にかけて9両が改造製作された。車内には前位側に機器室と資材置場が置かれ、後位側には控室がある。控室には6人分のロングシートが左右両側にあり、合計12名分が設置されている。番号の新旧対照は次のとおり。
| 車両番号    | 種車         | 改造所 | 改造竣工       | 落成配置 |
| ----------- | ------------ | ------ | -------------- | -------- |
| クモヤ145-1 | モハ101-221  | 郡山   | 1980年7月31日  | 高槻     |
| クモヤ145-2 | モハ100-215  | 郡山   | 1980年10月31日 | 森ノ宮   |
| クモヤ145-3 | クモハ101-16 | 郡山   | 1981年2月27日  | 高槻     |
| クモヤ145-4 | クモハ101-14 | 広島   | 1980年12月19日 | 高槻     |
| クモヤ145-5 | モハ100-25   | 広島   | 1981年2月26日  | 高槻     |
| クモヤ145-6 | モハ101-195  | 広島   | 1981年4月27日  | 淀川     |
| クモヤ145-7 | モハ101-51   | 郡山   | 1980年12月18日 | 高槻     |
| クモヤ145-8 | クモハ100-40 | 幡生   | 1981年2月24日  | 高槻     |
| クモヤ145-9 | モハ100-189  | 幡生   | 1981年3月20日  | 明石     |

後に50番台へ2両が改造されている。2001年（平成13年）までに廃車または1000番台に改造され、廃区分番台となった。

#### クモヤ145形100番台

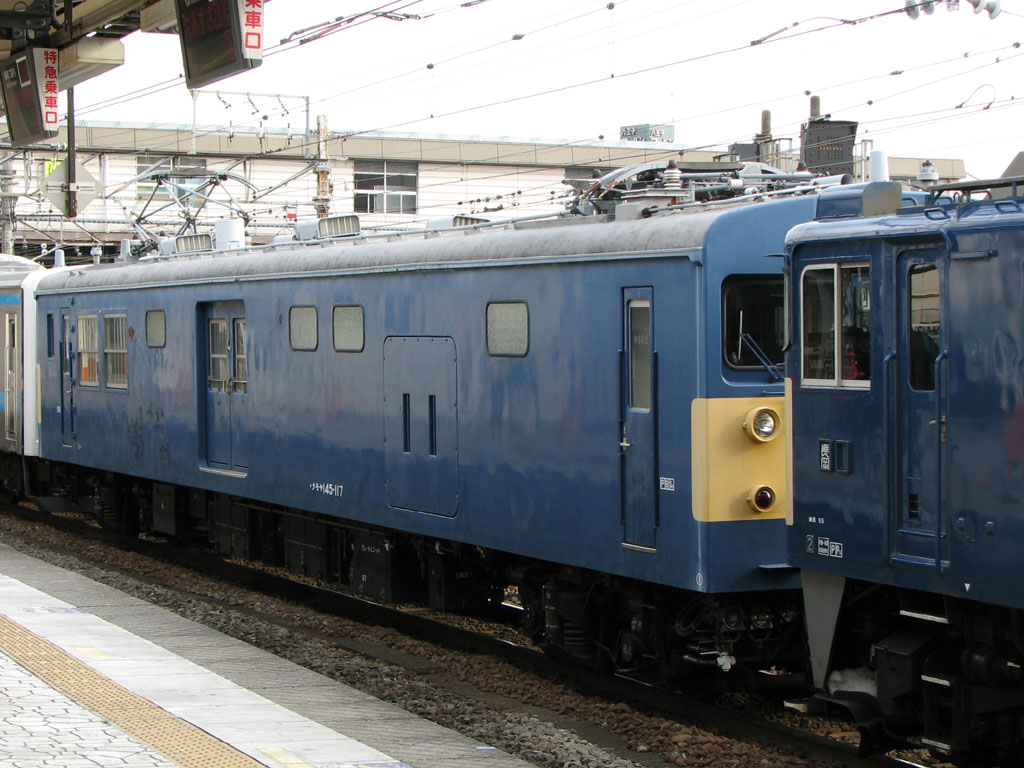
クモヤ145-117（豊田車両センター所属）

救援車として使用できるように車体中央部に救援機材積載用のスペースを設け、天井にはクレーンが設置されている。それに伴い側窓と側扉の配置が変更され、新たに機器搬入口が設けられた。また0番台にあった控室で両側にあったロングシートの片側が機材棚に変更され、片側のみ6人分のロングシートが設置されている。
1982年（昭和57年）から1986年にかけて、26両が改造製作された。クモヤ145-107はパンタグラフが霜切り用として回路が独立しており、避雷器もパンタグラフごとに1台ずつ搭載された。陸前原ノ町電車区配置のクモヤ145-113は双頭連結器が、三鷹電車区配置のクモヤ145-117・118はパンタグラフ折り畳み高さの低いPS23A形が搭載された。
| 車両番号      | 種車          | 改造所 | 改造竣工       | 落成配置   |
| ------------- | ------------- | ------ | -------------- | ---------- |
| クモヤ145-101 | モハ100-50    | 郡山   | 1982年3月20日  | 新前橋     |
| クモヤ145-102 | モハ101-164   | 吹田   | 1982年3月31日  | 宮原       |
| クモヤ145-103 | モハ100-181   | 広島   | 1982年4月30日  | 岡山       |
| クモヤ145-104 | モハ101-148   | 幡生   | 1982年4月30日  | 高槻       |
| クモヤ145-105 | クモハ100-97  | 幡生   | 1982年5月31日  | 出雲       |
| クモヤ145-106 | クモハ100-82  | 小倉   | 1982年4月30日  | 日根野     |
| クモヤ145-107 | クモハ101-98  | 郡山   | 1982年11月16日 | 新前橋     |
| クモヤ145-108 | クモハ101-144 | 吹田   | 1983年2月1日   | 網干       |
| クモヤ145-109 | クモハ101-151 | 幡生   | 1983年2月22日  | 明石       |
| クモヤ145-110 | モハ100-161   | 幡生   | 1983年1月22日  | 田町       |
| クモヤ145-111 | モハ100-151   | 幡生   | 1983年1月22日  | 田町       |
| クモヤ145-112 | モハ101-156   | 広島   | 1983年2月1日   | 広島       |
| クモヤ145-113 | モハ100-90    | 郡山   | 1983年3月15日  | 陸前原ノ町 |
| クモヤ145-114 | モハ101-214   | 幡生   | 1984年1月12日  | 田町       |
| クモヤ145-115 | クモハ101-146 | 郡山   | 1983年11月25日 | 武蔵小金井 |
| クモヤ145-116 | モハ100-136   | 郡山   | 1984年6月5日   | 中野       |
| クモヤ145-117 | クモハ101-196 | 長野   | 1984年7月20日  | 三鷹       |
| クモヤ145-118 | モハ100-811   | 長野   | 1984年7月20日  | 三鷹       |
| クモヤ145-119 | モハ101-116   | 幡生   | 1983年9月21日  | 豊田       |
| クモヤ145-120 | クモハ100-129 | 幡生   | 1983年12月7日  | 豊田       |
| クモヤ145-121 | クモハ100-116 | 名古屋 | 1984年1月24日  | 大垣       |
| クモヤ145-122 | モハ100-93    | 幡生   | 1984年2月10日  | 静岡       |
| クモヤ145-123 | クモハ100-157 | 広島   | 1985年4月28日  | 森ノ宮     |
| クモヤ145-124 | クモハ101-114 | 吹田   | 1985年6月14日  | 淀川       |
| クモヤ145-125 | モハ101-197   | 鷹取   | 1986年3月31日  | 小山       |
| クモヤ145-126 | モハ100-158   | 鷹取   | 1986年5月28日  | 福知山     |

2020年（令和2年）までに廃車または1000番台に改造され、廃区分番台となった。

#### クモヤ145形200番台
本番台は、1982年（昭和57年）に広島車両所で改造製作された、交流電化区間兼用の牽引車である。直流電化区間では制御電動車として、交流電化区間では制御車として使用できるように機器が追加されている。外観は100番台に準じており、救援車としても使用できるようになっている。パンタグラフは1基搭載となり、静電アンテナが設置された。連結器は双頭連結器が搭載された。
| 車両番号      | 種車         | 改造所 | 改造竣工     | 落成配置 |
| ------------- | ------------ | ------ | ------------ | -------- |
| クモヤ145-201 | クモハ101-23 | 広島   | 1982年8月5日 | 向日町   |

1999年（平成11年）に1000番台に改造されて廃区分番台となった。

#### クモヤ145形600番台
1983年（昭和58年）度にクモハ100形・モハ100形各1両を種車に2両が改造製作された。狭小断面トンネルがある身延線での使用を考慮して、最低作用高さの低いPS23形パンタグラフが搭載され、さらにその取付部の屋根の高さを20 mm低くした。これにより、パンタグラフ折りたたみ高さを3,960 mmに収めている。
| 車両番号      | 種車          | 改造所 | 改造竣工      | 落成配置 |
| ------------- | ------------- | ------ | ------------- | -------- |
| クモヤ145-601 | モハ100-806   | 広島   | 1983年11月9日 | 沼津     |
| クモヤ145-602 | クモハ100-163 | 幡生   | 1984年3月29日 | 豊橋     |

国鉄分割民営化後は、601は静岡運転所、602は豊橋電車区に配置されていたが、1988年（昭和63年）に2両ともクモハ123形600番台に改造されて廃区分番台となった。

### クモヤ145形の再改造車

#### クモヤ145形50番台
1986年（昭和61年）度に吹田工場（現在の吹田総合車両所）で0番台から2両が改造された。交流電化区間でも制御車として使用できるように制御装置が変更されている。200番台と異なりパンタグラフは2基のままであり、屋根上に検電アンテナが追設された。連結器も双頭連結器に改造された。
| 車両番号     | 種車        | 改造所 | 改造竣工       | 落成配置 |
| ------------ | ----------- | ------ | -------------- | -------- |
| クモヤ145-51 | クモヤ145-5 | 吹田   | 1987年2月4日   | 向日町   |
| クモヤ145-52 | クモヤ145-8 | 吹田   | 1986年12月27日 | 宮原     |

2000年（平成12年）に1000番台に改造され、廃区分番台となった。

#### クモヤ145形1000番台

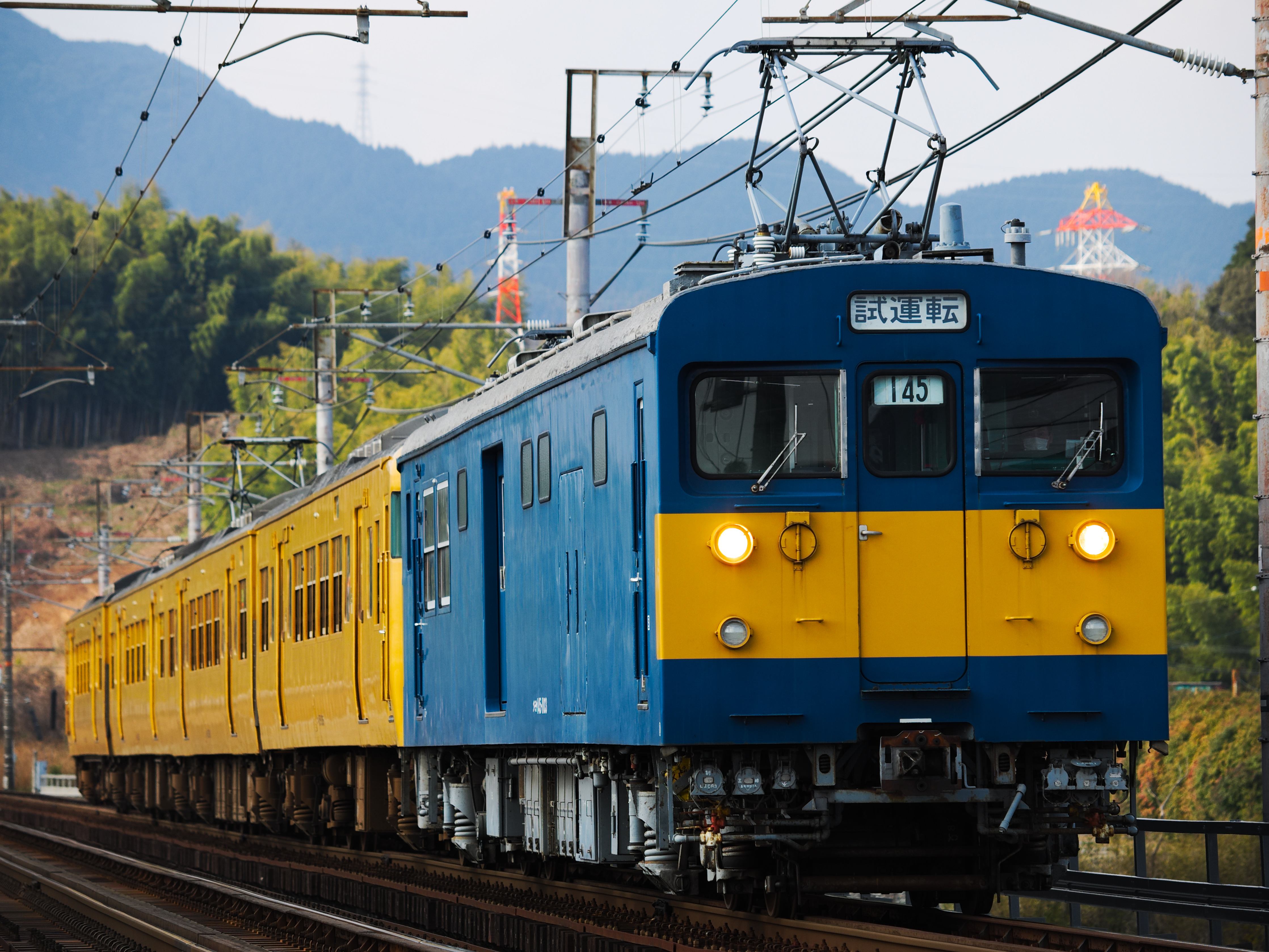
クモヤ145-1103

西日本旅客鉄道（JR西日本）に配置されていた0番台・50番台・100番台・200番台の計19両は、1999年度から主電動機をMT46AからMT54系に交換する改造が施工された。車両番号は原番号に1000を加えた1000番台・1100番台・1050番台・1200番台に変更された。
大半は1999年度から2001年（平成13年）度にかけて行われ、2008年度のクモヤ145-102、2010年度のクモヤ145-105の改造をもって全車完了した。
| 車両番号       | 種車          | 改造所 | 改造竣工       | 落成配置 |
| -------------- | ------------- | ------ | -------------- | -------- |
| クモヤ145-1001 | クモヤ145-1   | 吹田   | 2000年3月14日  | 吹田     |
| クモヤ145-1003 | クモヤ145-3   | 吹田   | 2001年1月22日  | 吹田     |
| クモヤ145-1004 | クモヤ145-4   | 吹田   | 2000年5月15日  | 宮原     |
| クモヤ145-1006 | クモヤ145-6   | 吹田   | 2001年5月31日  | 吹田     |
| クモヤ145-1007 | クモヤ145-7   | 吹田   | 2000年9月26日  | 吹田     |
| クモヤ145-1009 | クモヤ145-9   | 吹田   | 2000年12月14日 | 吹田     |
| クモヤ145-1051 | クモヤ145-51  | 吹田   | 2000年6月16日  | 京都     |
| クモヤ145-1052 | クモヤ145-52  | 吹田   | 2000年10月30日 | 吹田     |
| クモヤ145-1102 | クモヤ145-102 | 下関   | 2009年1月30日  | 広島     |
| クモヤ145-1103 | クモヤ145-103 | 網干   | 2001年9月8日   | 岡山     |
| クモヤ145-1104 | クモヤ145-104 | 吹田   | 2000年5月8日   | 奈良     |
| クモヤ145-1105 | クモヤ145-105 | 後藤   | 2010年8月11日  | 出雲     |
| クモヤ145-1106 | クモヤ145-106 | 吹田   | 2002年5月31日  | 日根野   |
| クモヤ145-1108 | クモヤ145-108 | 網干   | 2000年12月4日  | 網干     |
| クモヤ145-1109 | クモヤ145-109 | 網干   | 2000年9月11日  | 明石     |
| クモヤ145-1123 | クモヤ145-123 | 吹田   | 1998年12月18日 | 森ノ宮   |
| クモヤ145-1124 | クモヤ145-124 | 下関   | 2001年10月3日  | 下関     |
| クモヤ145-1126 | クモヤ145-126 | 吹田   | 2000年6月15日  | 福知山   |
| クモヤ145-1201 | クモヤ145-201 | 吹田   | 1999年1月29日  | 京都     |

#### クモハ123形600番台
JR東海に継承されたクモヤ145形600番台の2両は、身延線輸送改善用として1988年に旅客車への改造が浜松工場で施工され、クモハ123形600番台となった。クモヤ145-601がクモハ123-601に、クモヤ145-602がクモハ123-602に改番され、クモヤ145形600番台は消滅した。
車体は側面に幅1,100 mmの片開き扉が片側あたり3箇所設けられ、車内の座席はロングシートとなった。1988年度に冷房化改造、1989年度にワンマン化改造が行われ、313系に置き換えられる2007年まで身延線で運用された。

### クモヤ145形の運用

#### 国鉄時代のクモヤ145形
クモヤ145形0番台は9両が関西地区の車両基地に配置されたが、クモヤ145-2は1985年5月に長野運転所へ、続いて1986年10月に松本運転所へ転属した。100番台は26両が直流電化区間各地の車両基地に配置され、国鉄分割民営化前には広島運転所配置であったクモヤ145-112が神領電車区へ転属した。200番台1両は向日町運転所に、600番台2両は601が沼津機関区に、602が豊橋機関区に配置された。
1987年（昭和62年）の国鉄分割民営化の際に全車両が本州3社に承継された。

#### JR東日本のクモヤ145形
東日本旅客鉄道（JR東日本）には0番台、100番台が継承された。1989年度以降はATS-P設置改造が行われたほか、205系・211系など電気指令式ブレーキ搭載車と併結可能な改造も行われたが、1999年度より廃車が開始された。
クモヤ145-117は京浜東北線用209系をEF64形1000番台の牽引で長野総合車両センターへ配給回送する際の伴車に使用され、ブレーキ読替え装置が搭載されていたが、2012年に廃車となっている。クモヤ145-118は2009年の廃車後に新秋津駅隣接の八王子総合訓練センターで機械扱いの訓練車となった。
廃車が進んだ結果、JR東日本のクモヤ145形は2013年度時点で高崎車両センターのクモヤ145-107が残るのみとなった。クモヤ145-107は冬期の霜取り列車にも使用されており、小型スノープラウも設置された。スノープラウの設置にあたっては、2007年に廃車となった115系クモハ115-1073+クモハ114-1513（元長野総合車両センターN55編成）のスノープラウ付きDT21B形台車枠が転用されている。
クモヤ145-107は2020年2月21日に廃車され、JR東日本のクモヤ145形は全廃となった。

#### JR東海のクモヤ145形
東海旅客鉄道（JR東海）では100番台3両と600番台2両が継承された。1988年度に600番台2両がクモハ123形に改造され、100番台のみが残っていたが、2008年に全車廃車された。

#### JR西日本のクモヤ145形
西日本旅客鉄道（JR西日本）の車両は承継された全19両が1000番台化の上、2021年4月時点では在籍していた。2021年度から廃車が始まり、2021年7月及び8月にクモヤ145-1001・1007・1123・1126の計4両が廃車され、同年11月2日にクモヤ145-1004・1052の2両が廃車された。2023年4月3日にクモヤ145-1102・1124の2両が廃車。2024年6月27日にはクモヤ145‐1109が廃車回送された。。
2005年7月にJR東日本の103系8両（京葉車両センターの武蔵野線用E38編成）がJR西日本へ譲渡される際、機関車牽引時の伴車としてクモヤ145-1051が東大宮操車場まで入線した実績がある。
2011年9月の台風12号による豪雨災害の影響により紀勢本線が寸断され、新宮駅に留置されていた特急「くろしお」用の381系・283系を搬出するため、2011年11月9日から11月10日にかけてクモヤ145-1051・1052・1201の3両が吹田から東海道本線・関西本線・紀勢本線経由で新宮まで甲種輸送された。輸送時にクモヤ145形3両のパンタグラフは外されていた。
新宮からの搬出時には牽引機関車と搬出車の間にクモヤ145形が連結されており、11月12日から11月13日にかけてクモヤ145-1052と283系A902編成が、11月13日から11月14日にかけてクモヤ145-1201と381系D654編成が、クモヤ145-1051と381系D655編成が11月19日から11月20日にかけてそれぞれ向日町操車場まで甲種輸送された。

## クモユニ147形
1983年、飯田線の新性能化にともない、101系電車から5両が改造製作された郵便・荷物合造車である。

### クモユニ147形導入の経緯

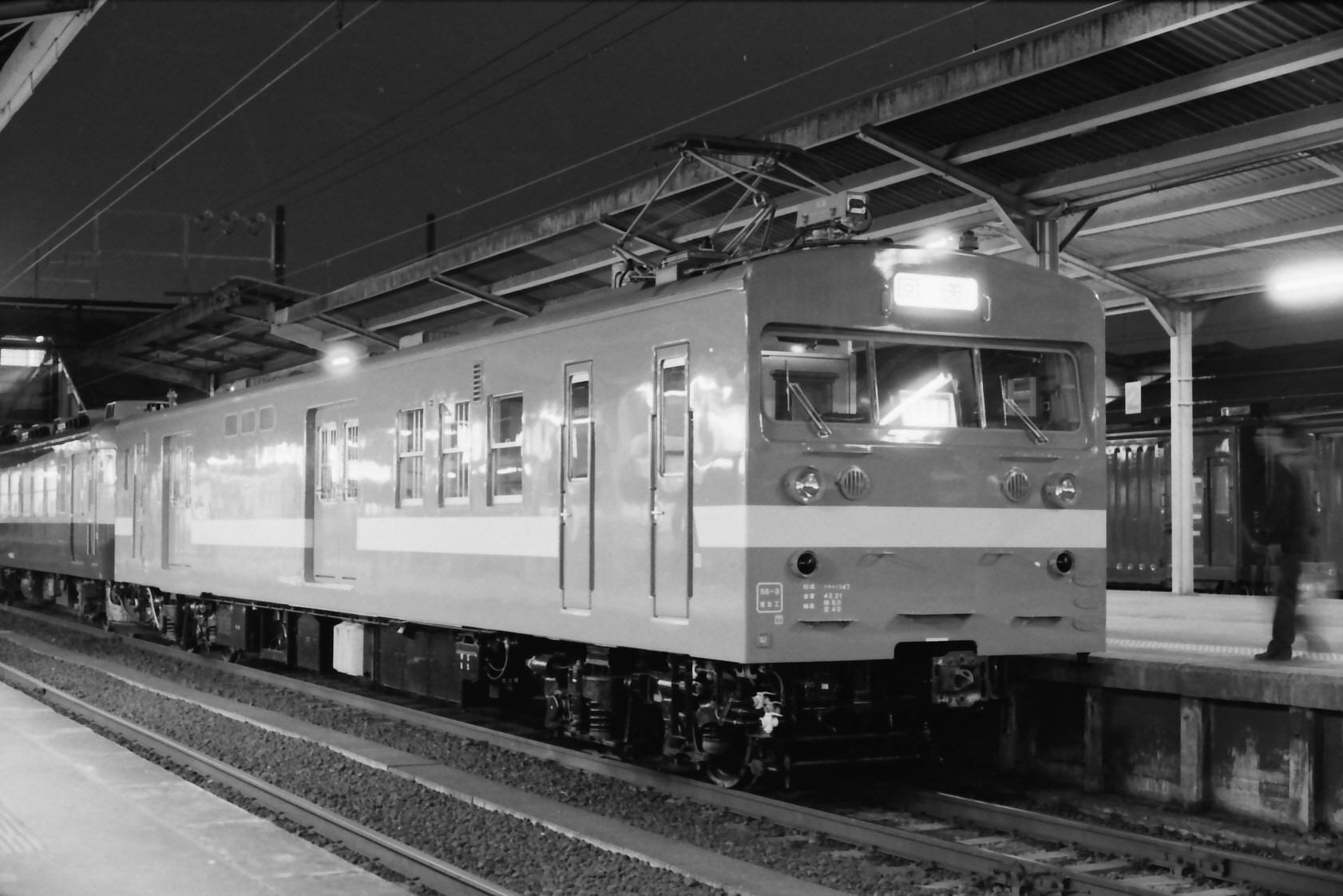
クモユニ147-1　幡生工場改造車

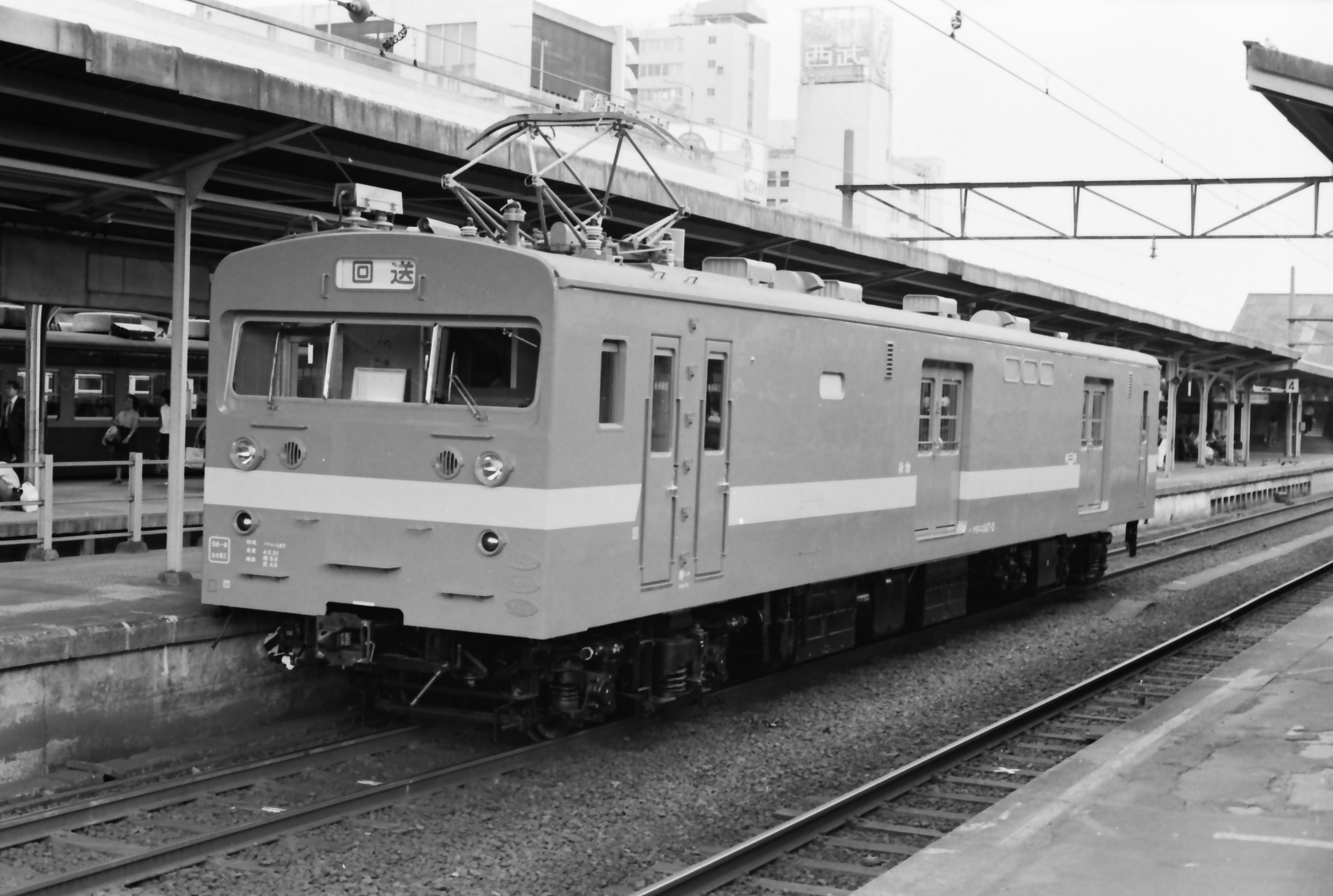
クモユニ147-3　名古屋工場改造車

飯田線は1983年に119系・165系による新性能化が決定し、郵便・荷物電車もその対象となった。新性能郵便・荷物車は飯田線の沿線事情から合造車の投入となったが、クモユニ143形の新製投入よりもクモヤ145形などと同じく101系の改造車とすることが性能・経済面で得策と判断された。飯田線には勾配区間が多いため、119系と同じく発電ブレーキ・抑速ブレーキを搭載した郵便・荷物合造車として改造されたのがクモユニ147形である。改造当初は、クモニ83形など旧型荷物電車の取り替えなども考慮されており、113系や115系と併結できる機能を有している。
1983年3月から6月にかけて、モハ101形・モハ100形・クモハ100形を種車に5両が幡生・名古屋・吹田・広島工場で改造された。国鉄の新性能郵便荷物電車で唯一の改造形式である。
| 車両番号      | 種車          | 改造所 | 改造竣工      | 落成配置 |
| ------------- | ------------- | ------ | ------------- | -------- |
| クモユニ147-1 | モハ101-141   | 幡生   | 1983年3月29日 | 豊橋     |
| クモユニ147-2 | クモハ100-139 | 幡生   | 1983年5月13日 | 豊橋     |
| クモユニ147-3 | モハ101-149   | 名古屋 | 1983年6月29日 | 豊橋     |
| クモユニ147-4 | モハ101-131   | 吹田   | 1983年6月24日 | 豊橋     |
| クモユニ147-5 | モハ100-132   | 広島   | 1983年6月24日 | 豊橋     |

### クモユニ147形の構造
車体はクモユニ143形に準じているが、雨樋の位置が119系に合わせて高い位置に設置された。屋根はクモユニ143形と同じくパンタグラフはPS23A形、パンタグラフ設置部の屋根は20 mm低い身延線対応の低屋根構造である。119系と同じく飯田線で運用されるため、耐寒設備のみで耐雪装備が省略されたことから、前頭部警笛のシャッターやスカートは設置されていない。塗装は飯田線用119系と同じスカイブルー（青22号）に白帯（灰色9号）の配色で登場した。車体は同時期の新造車両同様に腐食対策が強化されており、雨樋のFRP化、外板と台枠の突き合わせ連続溶接などが実施されている。
足回りはクモヤ145形などと同じく101系から台車、主電動機などが流用されたが、勾配抑速ブレーキを追加するため主制御器や主抵抗器は119系のものがベースとなった。主制御器は119系用のCS54を改良したCS54A形、主抵抗器は119系用をベースに強制通風・電動発電機冷却兼用としたMR155形である。主電動機は出力100 kWのMT46A形、電動発電機は出力5 kVAのMH81-DM44形、空気圧縮機はMH80A-C1000形、台車はDT21形でいずれも101系からの流用である。

### クモユニ147形の運用
119系電車と同じく豊橋機関区に配属され、飯田線で運用された。1985年には飯田線の郵便・荷物輸送廃止で大垣電車区（現在：大垣車両区）に転じ、東海道本線のクモニ83形・クモユニ74形を置換えた。その後1986年11月1日国鉄ダイヤ改正での国鉄の郵便・荷物輸送全面撤退に伴い、全車静岡運転所（現在：静岡車両区）に転属、翌1987年1月から3月にかけて身延線用として5両全車がクモハ123形40番台に改造され、クモユニ147形は消滅した。
車体塗装は、クモハ123形に改造されるまで飯田線時代のスカイブルーに白帯のままであった。

## 改造車
車両性能に関連する改造を記載する。

### 旅客車への改造
1986年11月のダイヤ改正よる郵便・荷物輸送廃止で余剰となった郵便・荷物電車の旅客車への改造が行われ、身延線用として1987年にクモユニ147形5両全車が123系のクモハ123形40番台に改造された。JR化後の1988年3月にはJR東海に継承されたクモヤ145形600番台が旅客車に改造され、クモハ123形600番台となった。
クモハ123形はクモニ143形から改造の0番台が直並列制御で抑速ブレーキ付き、クモユニ147形から改造の40番台が永久直列制御で抑速ブレーキ付き、クモヤ145形から改造の600番台が永久直列制御で発電ブレーキなしとなり、番台区分はあるものの異なる3種類の性能の車両が同一形式に混在することになった。

### 主電動機の換装
JR西日本に継承されたクモヤ145形・クモル145形は、京阪神地区の営業列車高速化やMT46系主電動機の老朽化に伴い、1998年度から2010年度にかけて主電動機を換装する工事が施工された。改造により主電動機は出力120 kWのMT54形となり、弱め界磁抵抗器もMR145B形に改造されている。改造車の車両番号は種車のものに1000を加えたものとなった。